# Joan Gamper
Hans-Max Gamper Haessig, conocido en España como Joan Gamper (Winterthur, Suiza, 22 de noviembre de 1877-Barcelona, España, 30 de julio de 1930), fue un deportista suizo, fundador de dos clubes de fútbol: el Fussballclub Zürich y el Fútbol Club Barcelona, equipo que presidió durante varios años.

## Biografía

### Deportista y FC Zürich
A lo largo de su vida se dedicó al deporte con la práctica de diversas disciplinas, sobre todo el fútbol. En Zúrich y en Francia fue considerado un atleta excepcional por su clase y vitalidad.
Al morir su madre de tuberculosis, la familia se mudó a Zúrich, de donde era su padre. En esta ciudad, a los doce años ya destacaba como ciclista. Por motivos laborales tuvo que abandonar el deporte de la bicicleta y fue entonces cuando decidió dedicarse al balompié. Considerado como uno de los mejores jugadores suizos, fue capitán del F.C. Basilea, antes de ser considerado como el mejor delantero del F.C. Excelsior. Diferencias con este último lo obligaron a abandonarlo. Fue entonces cuando Gamper decidió fundar el FC Zürich, que pronto destacaría como uno de los mejores equipos de Suiza.

### F. C. Barcelona
Posteriormente, en 1897, Gamper se trasladó a Lyon y allí ingresó en la Union Athlétique, donde practicaría el rugby. Finalmente, en 1899 llegó a Barcelona, donde pronto hizo amistad con la colonia extranjera que había en la ciudad. Hombre entusiasta y muy activo, decidió contribuir a difundir el deporte del fútbol y empezó a practicarlo en el barrio de San Gervasio de Cassolas, donde residía. Poco a poco maduró el proyecto que tenía de fundar un club de fútbol en la ciudad.

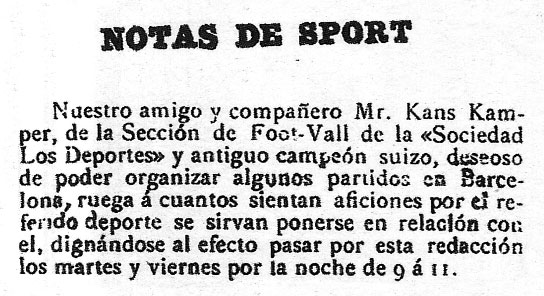
Nota publicada en la revista Los deportes en 1899.

El 22 de octubre de 1899, incluyó en la revista Los deportes un pequeño anuncio invitando a reunirse a todos los aficionados extranjeros para la práctica del balompié. Sólo un mes y una semana más tarde, el 29 de noviembre de 1899, el Gimnasio Solé, de la calle Montjuïc del Carme número 5, fue el escenario de la fundación del Fútbol Club Barcelona. En aquel entonces llamado Club Football of Barcelona. Los colores elegidos para la camiseta fueron los del FC Basilea, el azul y el rojo (granate). Durante los primeros años, la institución estuvo impulsada por autóctonos y extranjeros; de hecho, de los doce socios fundadores la mitad eran españoles y el resto extranjeros afincados en Barcelona. Una proporción parecida se observaba entre los jugadores de aquella época. 
Hans Gamper jugó en el primer equipo del Barcelona desde 1899 hasta 1903. En 1901 formó parte del equipo que ganó el primer título para el Barcelona, la Copa Macaya. En 1902, jugó la final de la primera edición de la Copa del Rey, perdida por 1 a 0 ante el Club Bizcaya.

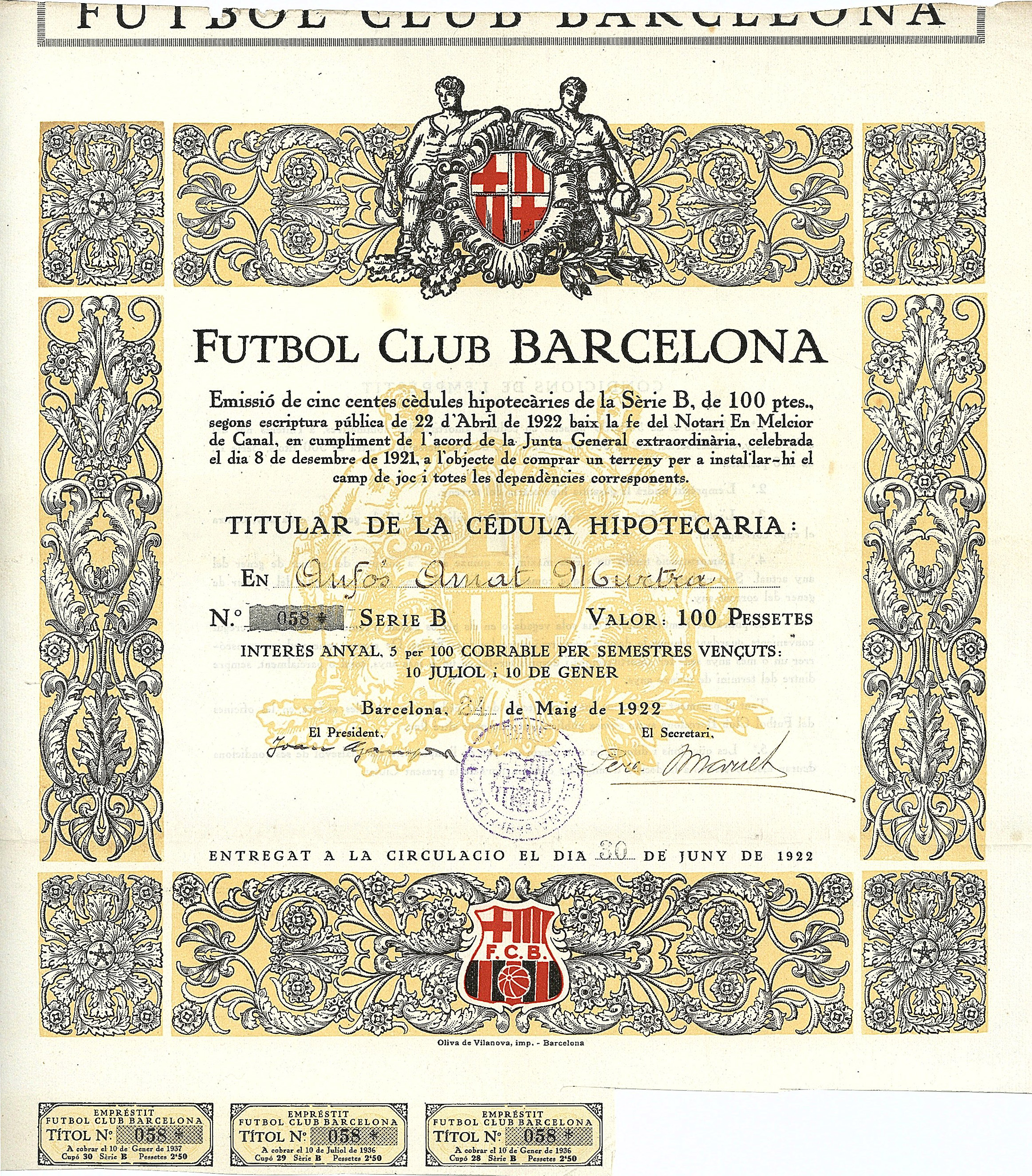
Cédula hipotecaria del Fútbol Club Barcelona por 100 pesetas, emitida el 24 de mayo de 1922 en Barcelona, firmada como presidente en el original por club Joan Gamper

Posteriormente asumió en varias ocasiones la presidencia de la entidad (del 2 de diciembre de 1908 al 14 de octubre de 1909, del 17 de septiembre de 1910 al 30 de junio de 1913, del 17 de junio de 1917 al 19 de junio de 1919, del 17 de julio de 1921 al 29 de junio de 1923 y del 1 de junio de 1924 al 17 de diciembre de 1925). En 1912, Gamper fichó a Paulino Alcántara Riestra, uno de los máximos goleadores de la historia del Barcelona con 357 tantos. Durante la era Gamper, se ganaron 11 Campeonatos de Cataluña, 6 Copas del Rey y 4 Copa de los Pirineos. Hans Gamper estaba perfectamente integrado en la vida barcelonesa hasta tal punto que escribía todos sus discursos en catalán, lengua que aprendió antes que el castellano según el historiador del Barça, Manuel Tomás.
En 1922, Hans Gamper donó un millón de pesetas para la construcción del Camp de Les Corts.

### Exilio y suicidio
Después de haber apoyado al nacionalismo catalán, fue obligado a abandonar España por la dictadura de Primo de Rivera en 1925. El campo de Les Corts fue clausurado durante seis meses por el gobierno central por haber abucheado el himno español y aplaudido el himno británico. A partir de ahí, Hans Gamper perdió su habitual entusiasmo y su salud empeoró. Más tarde, las autoridades lo dejaron volver a Barcelona pero bajo ciertas condiciones, como lo explica el responsable del centro de documentación y estudios del F. C. Barcelona, Manuel Tomás: 

Como condición para su vuelta, le prohibieron cualquier tipo de vinculación con el club. Le resultó muy difícil superar esta realidad y cayó en una depresión. Fueron cinco años terribles que finalmente le llevaron a la muerte en 1930, año en el que acabó con su vida. La puntilla la puso la Gran Depresión del 1929 que le arruinó completamente.

Hans Gamper puso fin a sus días el 30 de julio de 1930 de un disparo en el n.° 4 de la calle Gerona, su domicilio barcelonés. El entierro de Hans Gamper fue multitudinario y una impresionante manifestación de duelo para la ciudad, como lo recoge el diario La Vanguardia del 1 de agosto. Gamper fue enterrado en el cementerio de Montjuic de Barcelona, en la zona reservada para entierros no católicos, debido a su fe protestante.
Una de las principales características del F. C. Barcelona es ser una entidad polideportiva, como así lo quiso su fundador.

## Familia
Hans Gamper se casó con la suiza francófona Emma Pilloud, con quien tuvo dos hijos: Marcel y Joan Ricard, que fue campeón de España de natación y de waterpolo, y vocal en la directiva del F. C. Barcelona de 1973 a 1978, durante las presidencias de Agustí Montal Costa y Raimon Carrasco.

## En memoria

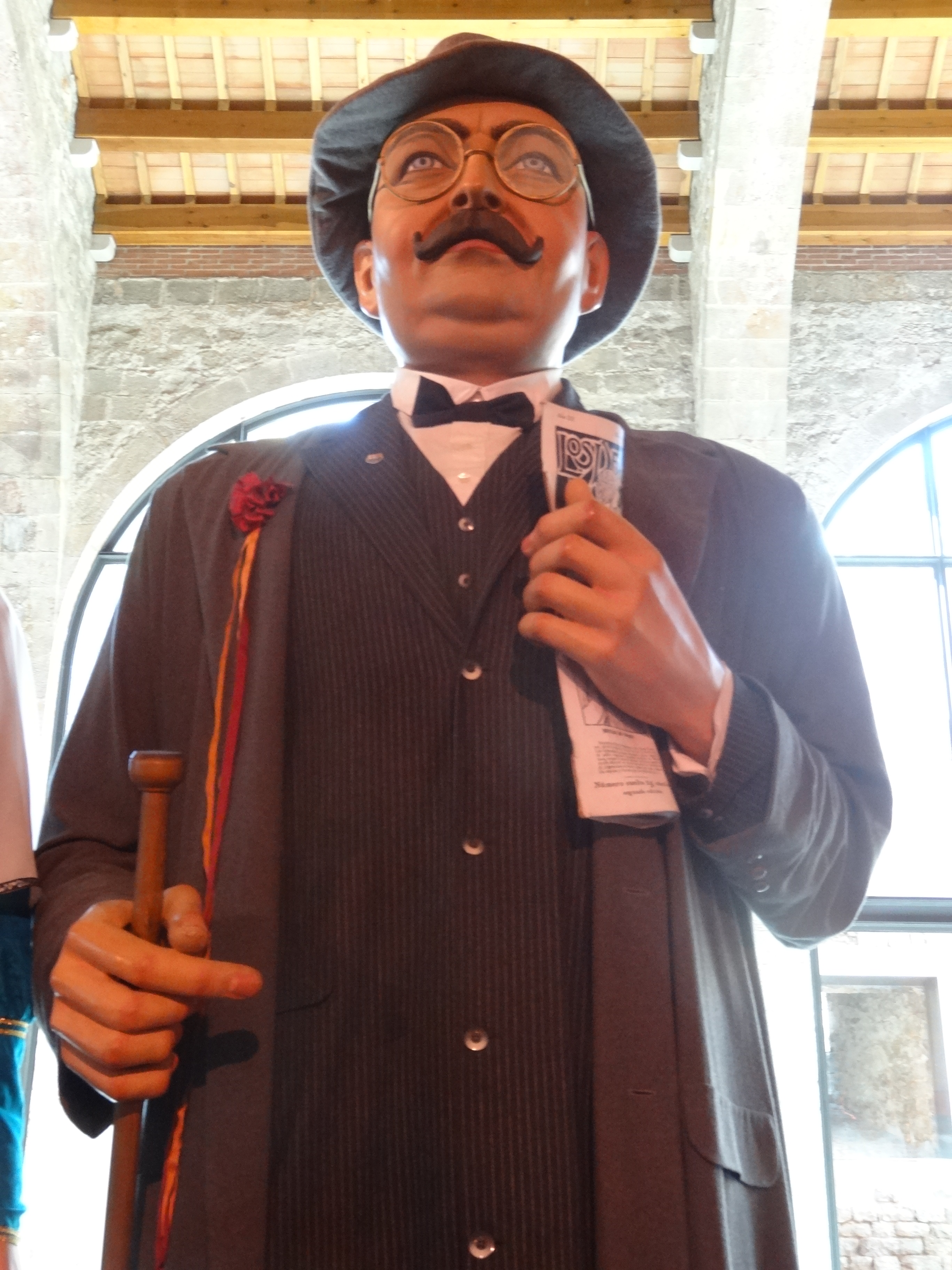
Gigante Joan Gamper. Exhibición de Gigantes en el Museo Marítimo, Barcelona, 2013.

Hans Gamper fue el primer deportista a quien la ciudad de Barcelona dedicó una calle. Se eligió una de las vías que desembocaban en el Campo de Les Corts, hasta entonces llamada calle Crisantemos. La inauguración oficial, presidida por el presidente de la Generalidad de Cataluña Lluís Companys, tuvo lugar el 24 de junio de 1934. El mismo día, el F. C. Barcelona organizó en su estadio un festival deportivo en homenaje a su fundador, que culminó con un partido entre los azulgrana y el Athletic Club. En 1939, tras la guerra civil española, las autoridades franquistas recuperaron la antigua denominación de Crisantemos, aunque desde 1947 la calle vuelve a llevar el nombre de Gamper.
En 1955, el F. C. Barcelona quiso darle el nombre de Joan Gamper al Camp Nou, cuya construcción estaba ya iniciada, pero la dictadura de Franco lo impidió. Para el historiador del club Manuel Tomás, estos fueron los motivos: 

"La dictadura de Franco se opuso tajantemente a esta decisión por el hecho de haberse tratado de un ciudadano extranjero, haber muerto por suicidio, haber profesado el protestantismo, contar con una ideología liberal y estar del lado de la corriente catalanista. Tanto, que hablaba el catalán y que cambió su nombre Hans por el catalán Joan. Joan Gamper era un tema tabú".

En 1966, el entonces presidente Enric Llaudet instituyó el Trofeo Joan Gamper, llamado inicialmente y durante los diez años primeros «Trofeo Juan Gamper», que mediante el paso del tiempo ha ido consiguiendo un prestigio internacional relevante y con el cual se inicia tradicionalmente la temporada en el Camp Nou antes del comienzo del campeonato de liga. Tradicionalmente, son los descendientes de Gamper los encargados de entregar cada año la copa del ganador del torneo.
El 1 de junio de 2006, el F. C. Barcelona inauguró en San Juan Despí la Ciudad Deportiva Joan Gamper, cuyo nombre rinde homenaje al fundador del club.
En 2009 la junta directiva del F. C. Barcelona presidida por Joan Laporta concedió simbólicamente a Gamper el número 1 de socio del club de manera permanente.